# Zoofilija
Zoofilija ali bestialnost je spolni odnos med človekom in živaljo. Nekateri razlikujejo med zoofilijo kot erotičnim odnosom do živali in bestialnostjo kot spolnim aktom.
Po mednarodni kvalifikaciji bolezni MKB-9 je bila zoofilija razvrščena med motnje spola in spolne identitete, v MKB-10 pa nima več samostojne kode. V Sloveniji ima večina strokovnjakov o tej spolni praksi negativno stališče, sicer pa ni kriminalizirana.
Bestialnost se vrši, ko samec ene vrste vstavi svoj spolni ud v vagino samice druge vrste (npr. ko konj vtakne svoj penis v žensko nožnico). Obstaja tudi tretja možnost, in sicer da se moški nastavi živalskemu samcu. Glede na nekatere raziskave so najbolj priljubljene živali za tako početje psi, sledijo jm svinje in konji.